# Kysuca
Kysuca (mađarski: Kiszuca) rijeka je u sjevernoj Slovačkoj, pritok Váha dug 66 km. Površina sliva iznosi 1.053 km ². Izvire u sjevernoj Slovačkoj u blizini sela Makov na 940 metara i cijelim svojim tokom nalazi se u Slovačkoj. Ulijeva se u Váh kod Žiline. 
Gradovi kroz koje prolazi.
- Čadca
- Žilina
- Krásno nad Kysucou
- Turzovka
- Kysucké Nové Mesto

## Ostali projekti
|  | Zajednički poslužitelj ima još gradiva o temi Kysuca |